# Chiesa di San Giuseppe Artigiano (Faenza)
La chiesa di San Giuseppe Artigiano è un luogo di culto cattolico sito a Faenza.

## Storia

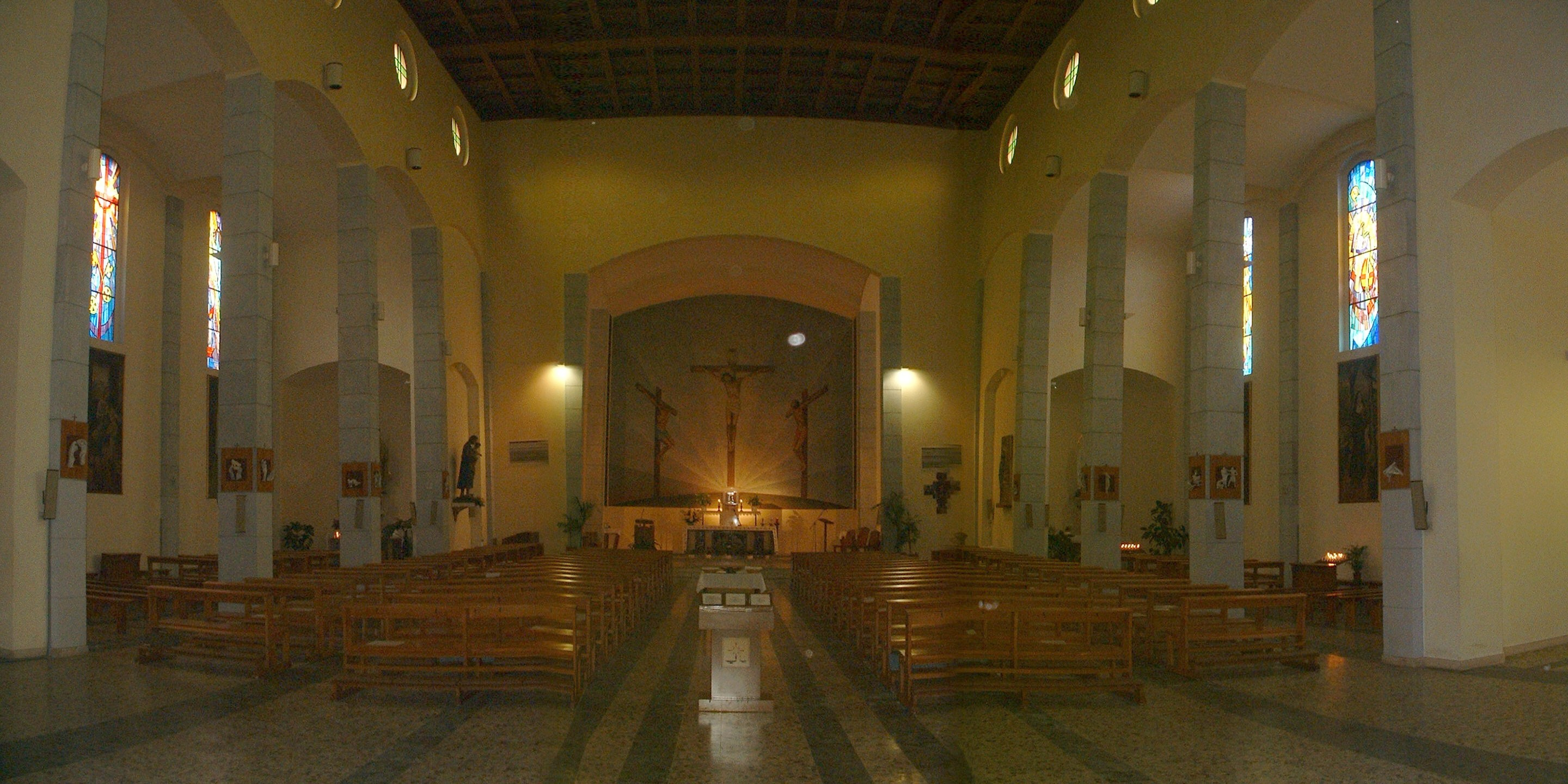
interno san giuseppe

L’erezione della parrocchia fu dovuta alla sollecitudine pastorale del vescovo di Faenza, Monsignor Giuseppe Battaglia. Costui comprò un ampio lotto di terreno in via Dal Pozzo, finanziandolo con la vendita di due fabbricati urbani della parrocchia dei Servi di Faenza. Il progetto fu commissionato all’ingegner Domenico Sandri di Roma, mentre l’attuazione all’impresa edile Giuseppe Bentini di Faenza. Il governo contribuì donando una quarantina di milioni, per la costruzione del solo rustico, che escludeva pavimenti, intonaci, inflissi interni, tinteggiature, impianti di acqua, luce, gas, vetrate, docce, recensione e sistemazione del terreno circostante ed il campanile. I lavori, iniziati nel 1959, durarono un anno. Le prime rifiniture furono l’intonaco interno, il soffitto, gli infissi, la pavimentazione della canonica, la tinteggiatura, il grezzo dell’altar maggiore, il garage, la cantina e relativi ambienti nel piano superiore, tutto a spesa del parroco, compresi gli impianti di luce, acqua, riscaldamento e gas. Questi lavori murari furono eseguiti sempre dalla ditta Bentini Giuseppe.  Gli impianti elettrici ed affini, da Achille Dapporto. Come arredi vennero subito collocati i banchi, i confessionali, e più tardi i tamburi delle porte laterali, tutti eseguiti dall'ebanisteria Fratelli Mirri di Solarolo. Gli arredi sacri e di sacrestia, in parte furono comprati nuovi, in parte donati dalla Santa sede. La chiesa venne aperta al pubblico per la prima volta il pomeriggio del 20 Ottobre 1960.

## Descrizione

### Il soffitto
Il progetto della chiesa prevedeva un tetto a capriate di cemento armato. Per difficoltà tecniche sorte nella esecuzione dei lavori, per facilitare il riscaldamento del grande vano e le pulizie del tetto, il primo parroco propose l’attuale soffitto che ebbe la superiore approvazione. Per la parte in legname, intelaiatura e montaggio, fu affidato sempre alla ditta Giuseppe Bentini. La parte pittorica la compì il pittore faentino Gaetano Dalmonte. Il soffitto a cassettoni, in sei campate, si compone, di ben 288 specchi su cui sono stati rappresentati altrettante raffigurazioni simboleggianti avvenimenti del Vecchio e Nuovo Testamento, l’anno liturgico, la preghiera di Padre Nostro, i Sacramenti, le Litanie della Madonna, gli stemmi delle persone interessate ai lavori.

### Le Fiancate

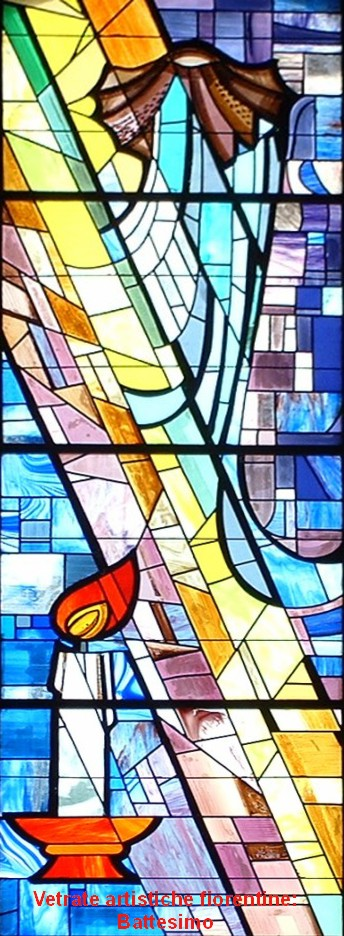
Vetrata sulla fiancata di sinistra (Battesimo)

Lungo le navate laterali furono collocati simmetricamente sei quadri, opera di Sergio Saviotti. Questi raffigurano: a sinistra papa Giovanni XXIII (1967, la chiesa venne realizzata sotto il suo Pontificato, durante il Concilio Vaticano II), S.Anna (1962), S.Maria Maddalena (1967); a destra S.Antonio di Padova (1966), S.Rita (1962, per questo quadro e per quello di S.Anna l’artista usò come modella la propria fidanzata), S.Francesco di Assisi (a lato Saviotti ha messo il suo ritratto).
Ciascuno di questi dipinti si trova poi al di sotto di una vetrata colorata, ciascuna raffigurante uno dei sette sacramenti: seguendo l’ordine precedente, battesimo, confessione, unzione degli infermi, cresima, ordine sacro e matrimonio. Mentre il settimo (ovvero la Comunione) viene rappresentato simbolicamente dalla celletta posta sul fondo dell'abside per custodire, secondo il rito, il Corpo di Cristo.

### La facciata anteriore

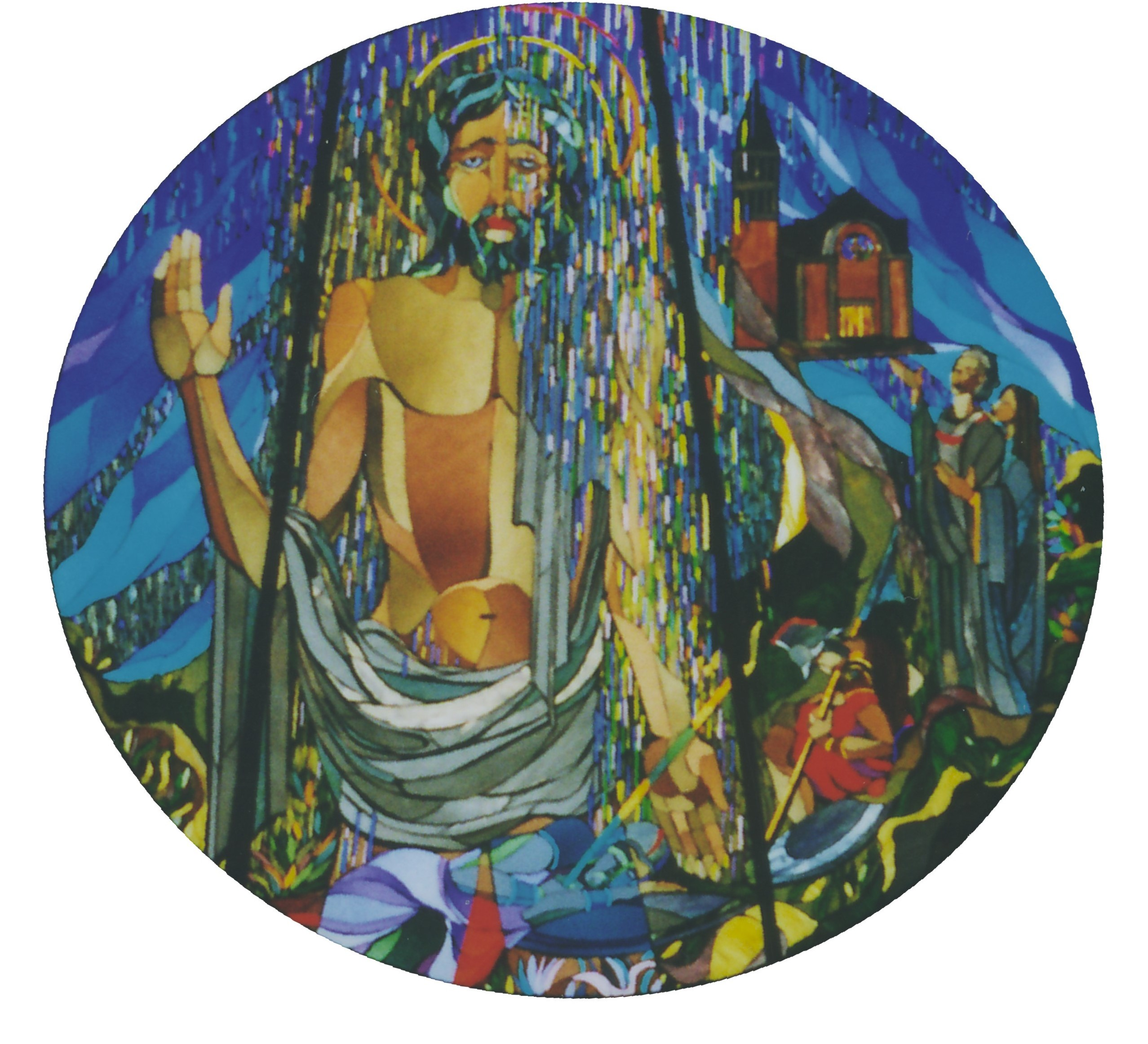
Rosone sulla facciata anteriore

La facciata anteriore, come da progetto, venne dotata di una breve gradinata attraverso cui ancora oggi si accede alle due porte laterali e al portone centrale. Sulla sommità è stata collocata un’altra vetrata raffigurante la resurrezione di Gesù Cristo, realizzata da Gaeta.
Appena entrati sulla parete di destra venne affisso un quadro raffigurante la contemplazione dei soldati del Cristo crocifisso, realizzato da Pierluigi Fabbri. 
Mentre invece nell'androne di sinistra è invece presente un’ampia raffigurazione dell'incontro tra Gesù e la samaritana, realizzato da Morini.

### Il Calvario in fondo all’abside

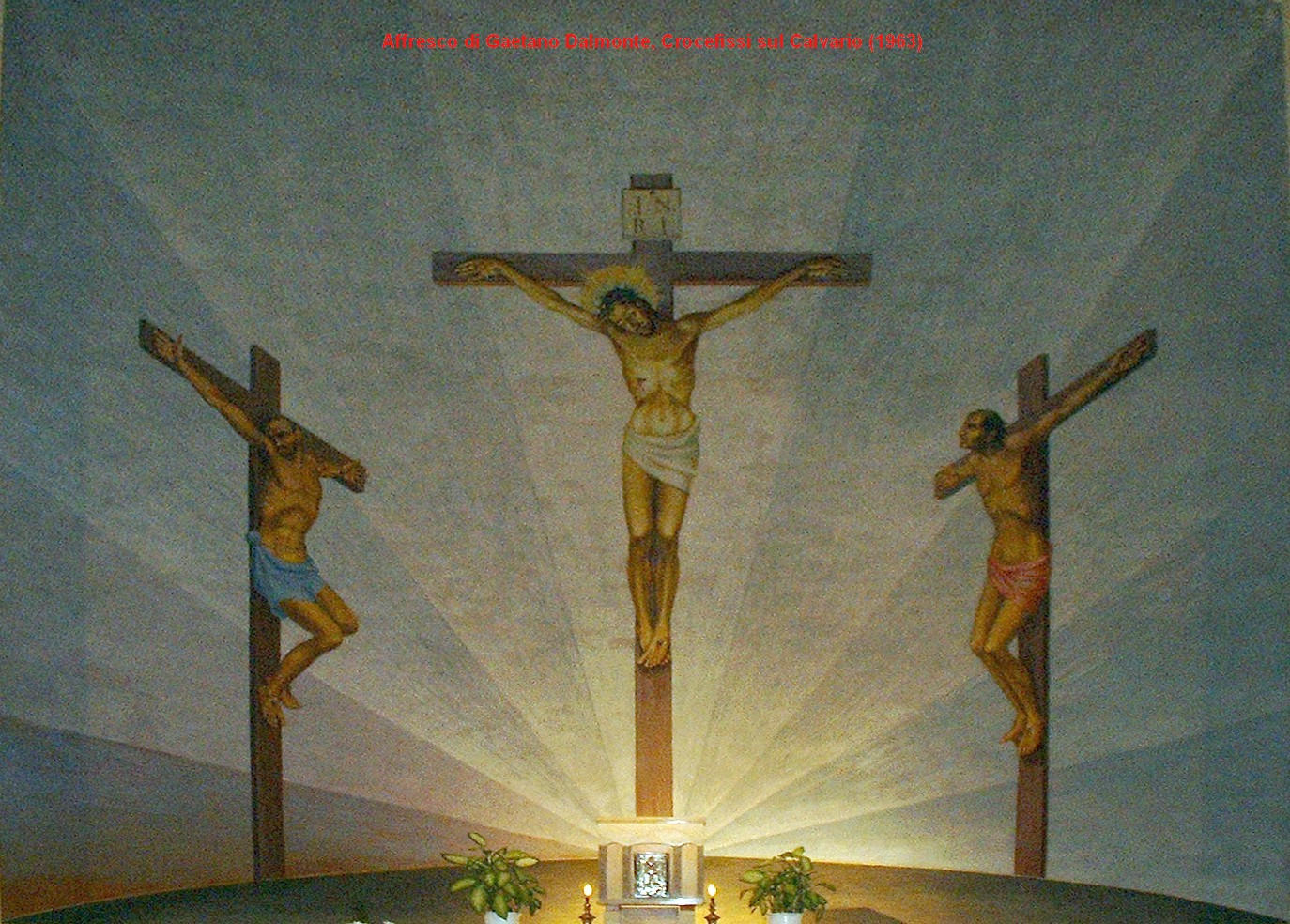
Abside

Nel 1963 venne realizzata questa liturgica decorazione per mano di Gaetano Dal Pozzo, raffigurante la crocifissione di Gesù Cristo, con a fianco i due ladroni. Il quadro appare molto fedele a quanto raccontato nel relativo passo del Vangelo:
“Uno dei malfattori appesi alla croce lo insultava: «Non sei tu il Cristo? Salva te stesso e anche noi!». Ma l’altro lo rimproverava: «Neanche tu hai timore di Dio e sei dannato alla stessa pena? Noi giustamente, perché riceviamo il giusto per le nostre azioni, egli invece non ha fatto nulla di male». E aggiunse: « Gesù, ricordati di me quando entrerai nel tuo regno». Gli rispose: « In verità ti dico, oggi sarai con me nel paradiso».
(Vangelo secondo Luca. 23, 39-43)

### La Statua della Madonna della Pace
Due giorni dopo l’apertura della chiesa fu offerta gratuitamente al parroco Don Giulio Foschini una statua in cartone romano della Madonna, purché fosse messa nella nuova chiesa. . Il parroco propose al Vescovo di metterla come Patrona Celeste della parrocchia, sotto il titolo di Madonna della Pace. Questo, dopo aver acconsentito, volle venire in persona a benedirla la sera seguente. Alla presenza dei fedeli che numerosi convenivano in chiesa per la pratica della recita del Rosario, in seguito per la pratica dell’Anno Mariano, davanti a questa immagine, si fece la consacrazione della parrocchia al Cuore Immacolato di Maria, come si era fatto in tutte le parrocchie. Davanti ad essa si svolgeva il Mese di Maggio e quello di Ottobre. Con questa immagine si fecero le Rogazioni, portandola in processione per tutta la parrocchia, finché fu possibile; per essa fu fissata una festa solenne la terza Domenica di Ottobre e vi intervenne sempre il Vescovo. L’anno dopo, la signorina maestra Anna Paganini regalava una statua di Maria Immacolata, da cui prendevano la denominazione le Associazioni Cattoliche parrocchiali femminili, opera sempre di Gaetano Dalmonte, e che ancora oggi è conservata sul fondo della navata di sinistra.

### La Balaustra
La Balaustra che separava presbiterio e navata, in marmo e pietra serena di Marradi, fu attuata dalla S.A.M., una ditta di Faenza. Venne realizzate anche il Rivestimento della facciata della chiesa, il pavimento del porticato e l’asfaltatura del sagrato e in seguito pure le due salette della sala parrocchiale. 

## Il Campanile
Questo è stato inaugurato, senza solennità il 19 luglio. Quando l’on. Zaccagnini venne ad inaugurare la chiesa, richiesta del parroco, promise un finanziamento sopra l’economia di un altro lavoro. Qualche mese dopo arrivò un finanziamento di 6 milioni. Furono pochi coloro che ci lavorarono,  lunghe le pratiche, alti i prezzi: così si perdette tempo e si dovettero ridurre le dimensioni previste originariamente. Fu subito dotato delle sue 4 campane fuse dalla ditta De Poli di Vittorio Veneto nel 1964, anno del Concilio Ecumenico Vaticano II.
La campana più grande è dedicata a Maria regina della pace. Ha raffigurate immagini di Maria Assunta in cielo, Maria in trono, S Antonio Abate. 
La campana media-grande è dedicata a Gesù crocifisso e a S.Giuseppe. Ha raffigurate immagini di crocifissione, S. Giuseppe, Gesù risorto, Giuseppe falegname. 
La campana media-piccola è dedicata a S. Anna. Ha raffigurate immagini di Anna con Maria bambina e di S. Gioacchino 
La campana piccola è dedicata a S.Rita da Cascia. Ha raffigurate immagini della Santa con la rosa, con la spina, con il crocefisso. 
Sono state elettrificate tutte e quattro con suono a distesa, e la grande anche con suono a tocchi.

## Il Teatro
Una prima preoccupazione per la funzionalità della parrocchia è stata la realizzazione di una sala parrocchiale grande, con funzione anche di teatro. Un primo progetto risale al 1961. Ma era solo una speranza perché non si sapeva dove collocarlo, senza manomettere il cortile che già fungeva da campo sportivo. La speranza diventò certezza, quando l’Ente Autonomo Provinciale per le Case Popolari di Ravenna, nel 1964, vendette alla parrocchia il lotto di terreno posto in via Cantagalli. Si rinnovò il progetto tre volte, si chiese il contributo dello Stato; si avviarono le pratiche per l’asta pubblica e finalmente, nel 1968, fra una montagna di difficoltà, si poterono avviare i lavori che terminarono felicemente nel 1969. Il lavoro è risultato completo sia per la parte tecnica che estetica ed è un buon strumento di vita pastorale, a saperlo usare.